# 水中天

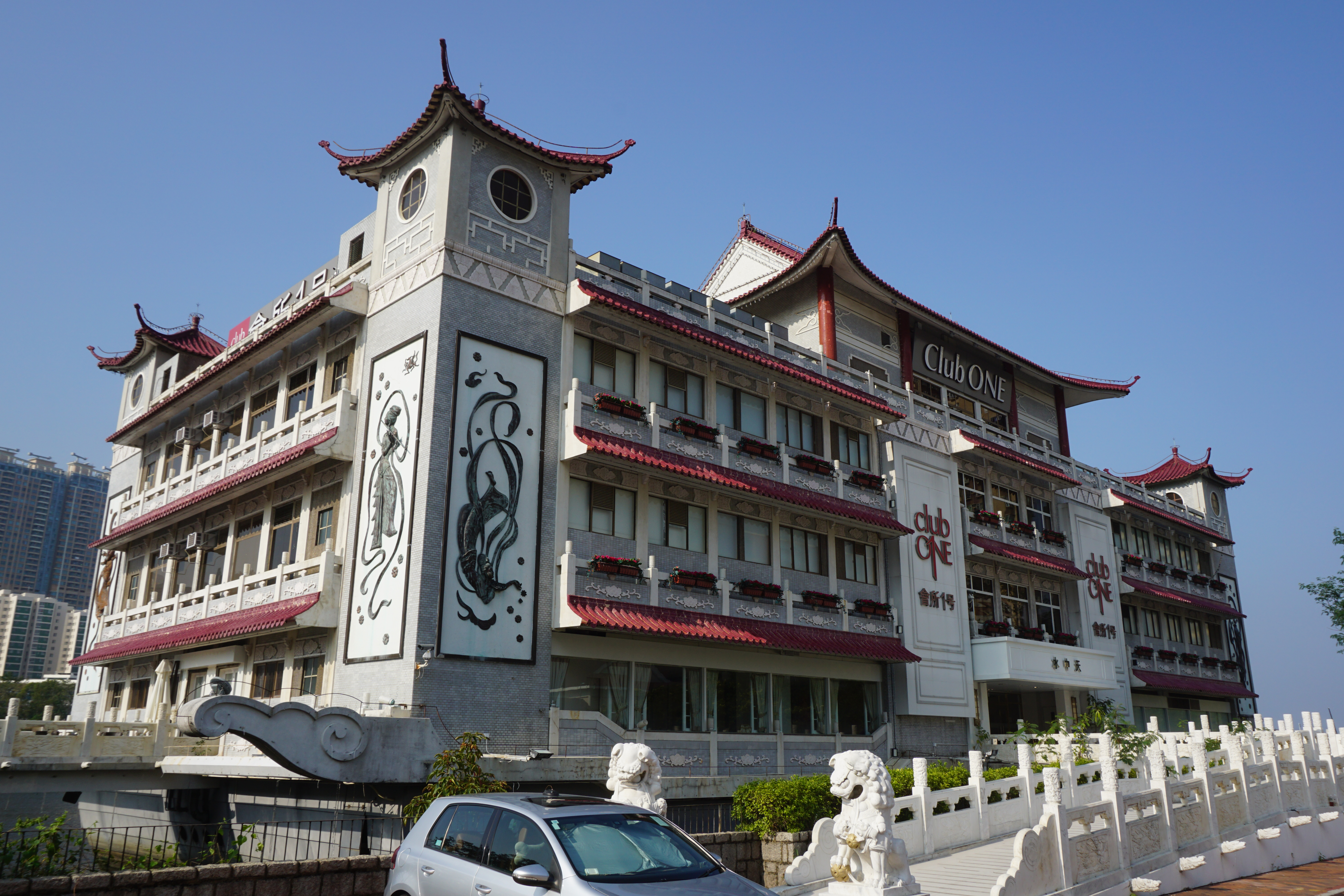
水中天

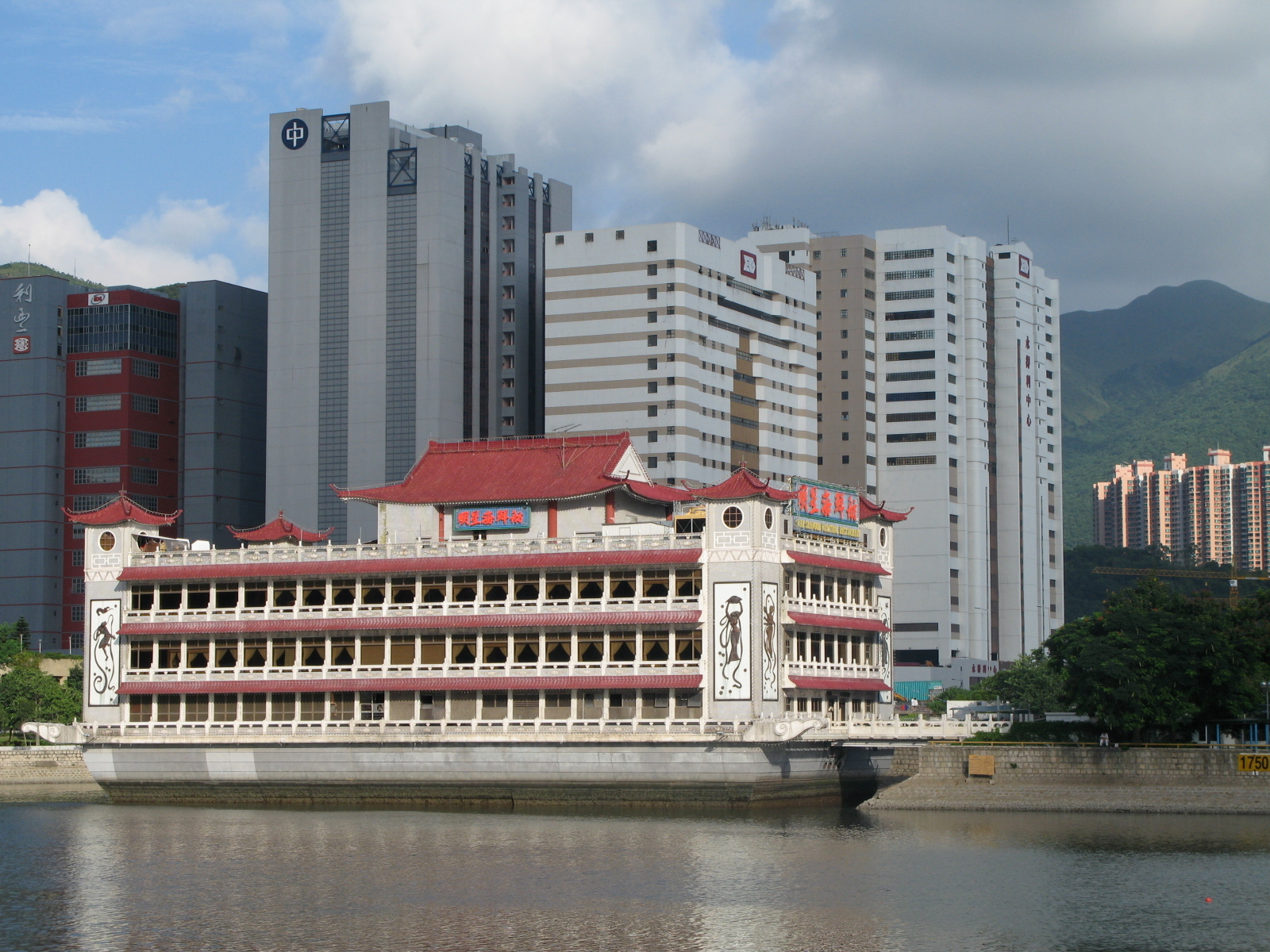
明星海鮮舫（2007年）

水中天（英語：ClubONE Riviera）是會所1號旗下品牌之一，位於香港新界沙田大涌橋路55至57號，是香港唯一以大理石建成，形似一艘靠岸停泊的船型中式酒樓石舫。水中天位於城門河東岸小瀝源路與大涌橋路交界處，鄰近沙田第一城。

## 歷史

### 敦煌畫舫（1988年至2002年）
1986年5月，敦煌酒樓集團透過招標買入沙田城門河畔82,000餘平方呎地皮，地價1,200萬港元，建立敦煌的新旗艦店，同時取代當時剛結業不久的沙田畫舫。1988年，敦煌斥資逾5,000多萬港元建成敦煌畫舫。敦煌畫舫是一座仿古設計石舫，配以敦煌壁畫的飛天女神裝飾，入夜燈火通明，極富情調，成為沙田區地標及旅遊景點之一。
2001年12月，敦煌畫舫以1.05億元售予酒樓集團股東簡氏家族，並以110萬元租回。2002年，敦煌酒樓集團結業，一度招標出售。有地產商曾打算將海鮮舫與一帶地段重建成住宅，但受政府反對。最後海鮮舫被明星海鮮酒家以80萬元租用。

### 明星海鮮舫 （2002年至2017年）

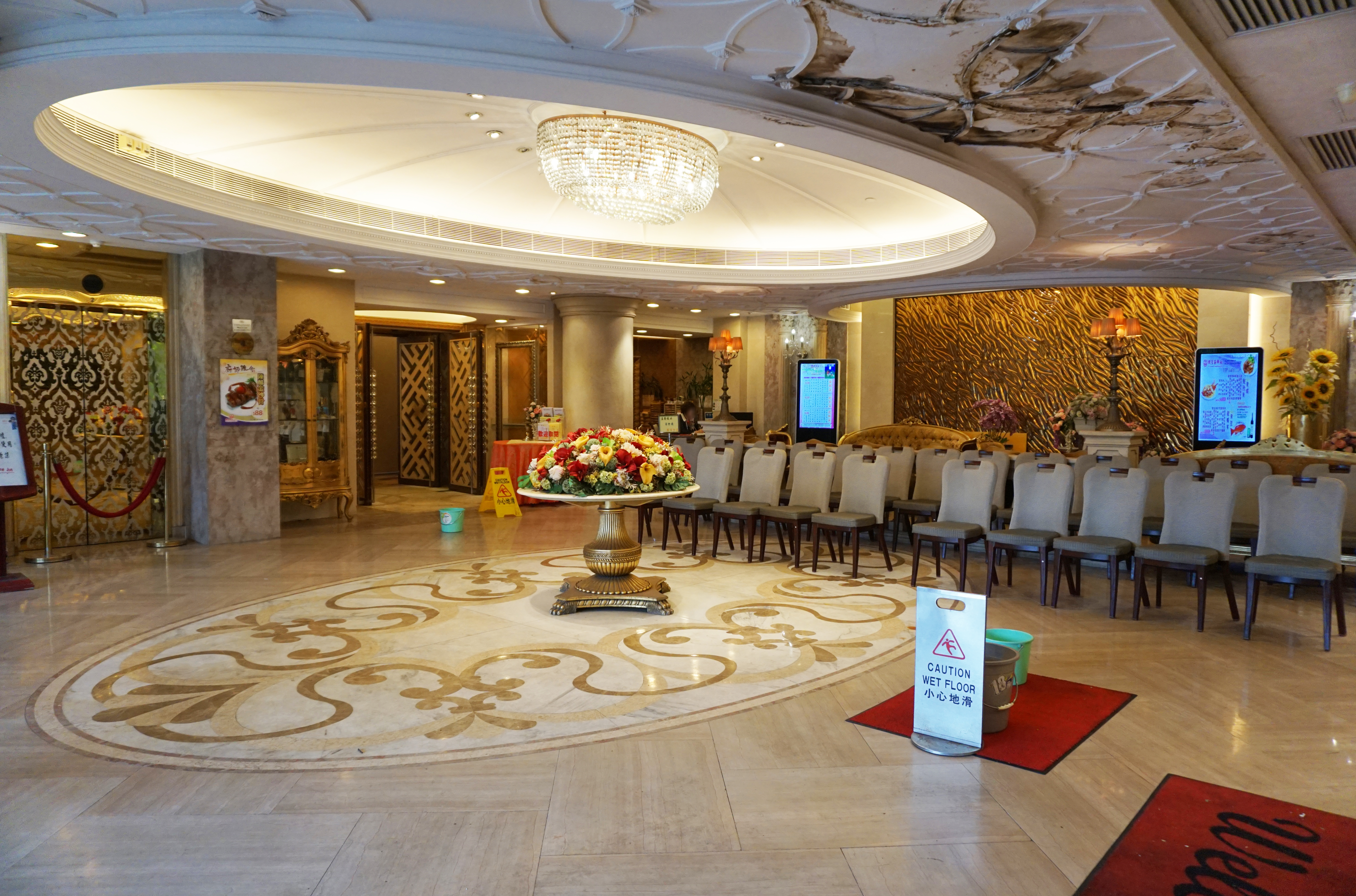
地下大堂

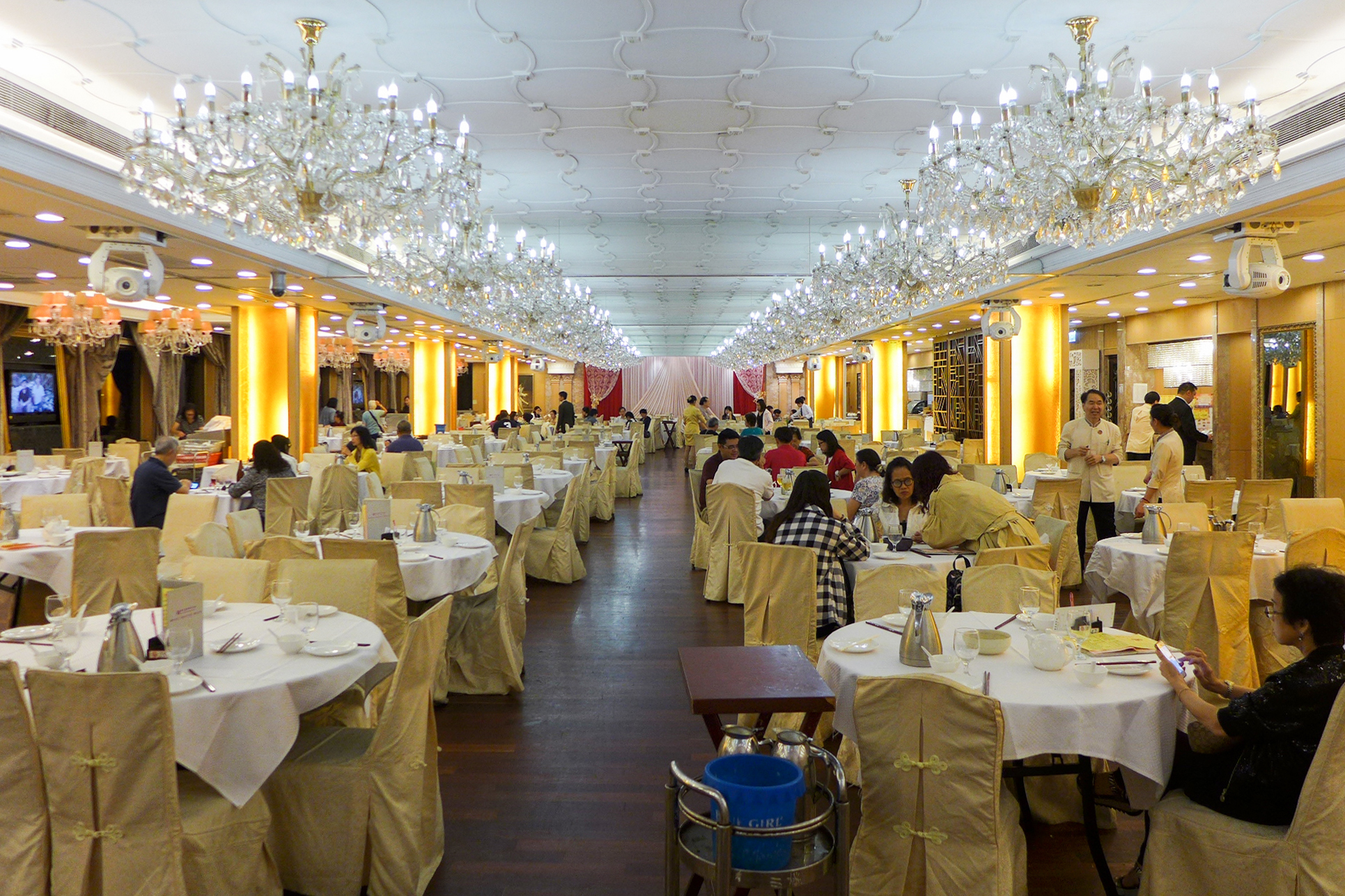
1樓

明星海鮮舫是明星海鮮酒家（集團）旗下品牌之一，是一座3層高的中式酒樓，地下入口為接待處大堂，附設貴賓廳可容納3台主家席及16張客席，地下1層其它空間均為廚房等，大門出口向東南方，即石門站方向。明星海鮮舫戶外自設一個露天時租停車場，及一個戶內停車場，而該停車場建築物上面是一個公園，公園內安置一套中國神話人物及怪獸石像等。而一尊坐蓮佛像設置生果供奉。
明星海鮮舫1樓的宴會廳，跟2樓的相約，可容約50席，即是說該酒樓可以同時應付延開100席。而且，其前花園也可以改裝成露天餐廳，可容食客不只百席。
明星海鮮舫2樓入口大堂前，有一套金色仿製龍椅及中式屏風，天花板有一對金龍和飛鳳向下探首鳥瞰，而地面又有一尊金龍仰望和應。
明星海鮮舫毗鄰地皮作花園及停車場，提供93個車位。
明星海鮮舫獲得的品質認證包括香港旅遊發展局優質食肆認證、優質旅遊服務協會（QTSA）認證及勞工處五常法優質企業管理。
2016年3月，業主推出物業低調放售，索價近10億元，一旦售出將成為沙田最貴單一物業買賣，但未有成事。
2017年10月，明星海鮮舫職員表示在10月29日結業。根據土地登記冊最新資料顯示，由婚宴公司會所1號（ClubONE）以月租115萬元承租，合約期至2022年4月30日。業主透露會花近１億元進行維期約半年的大型裝修，在2018年5月1日開業。

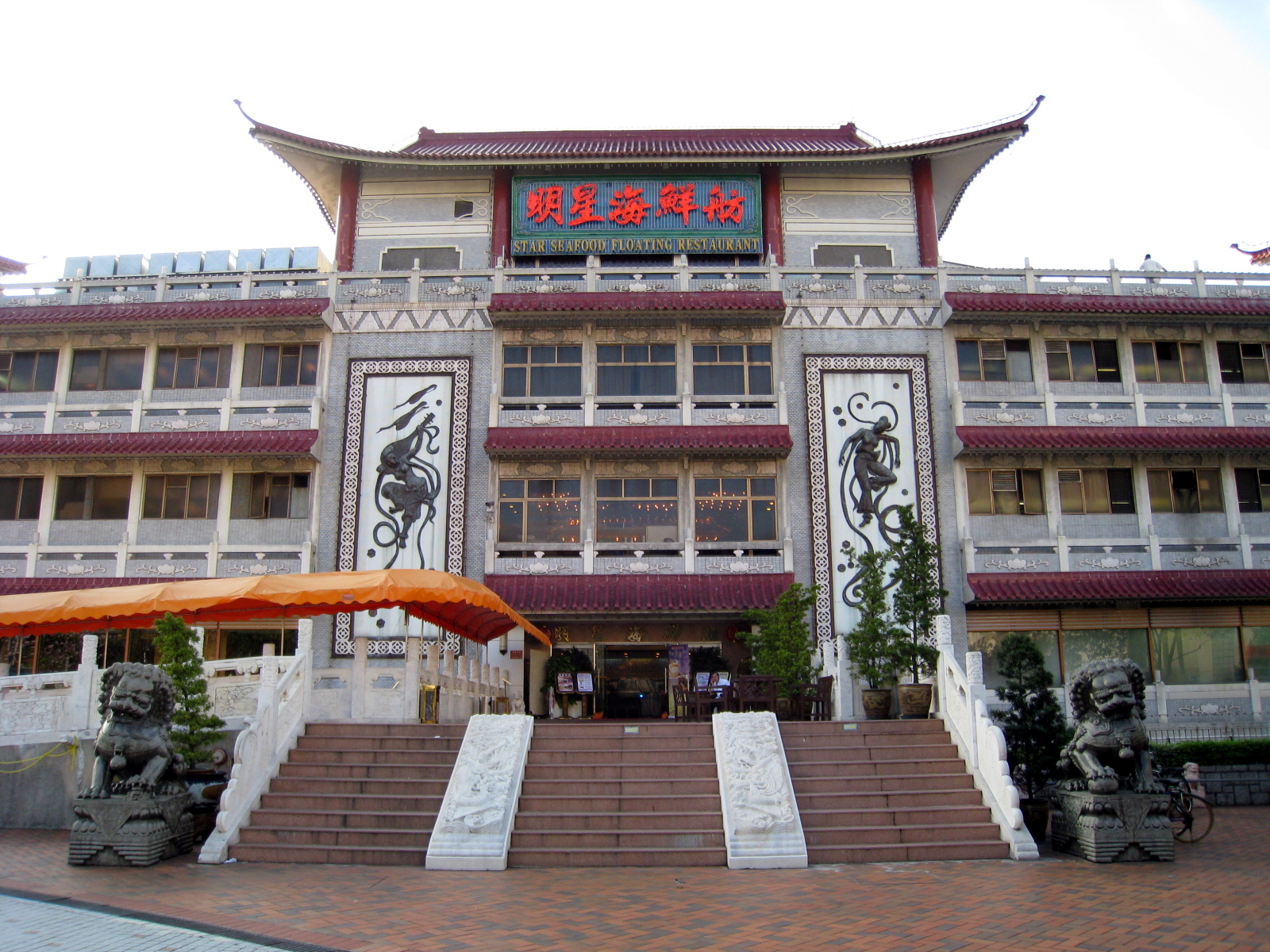
入口的獅子及仿古敦煌壁畫
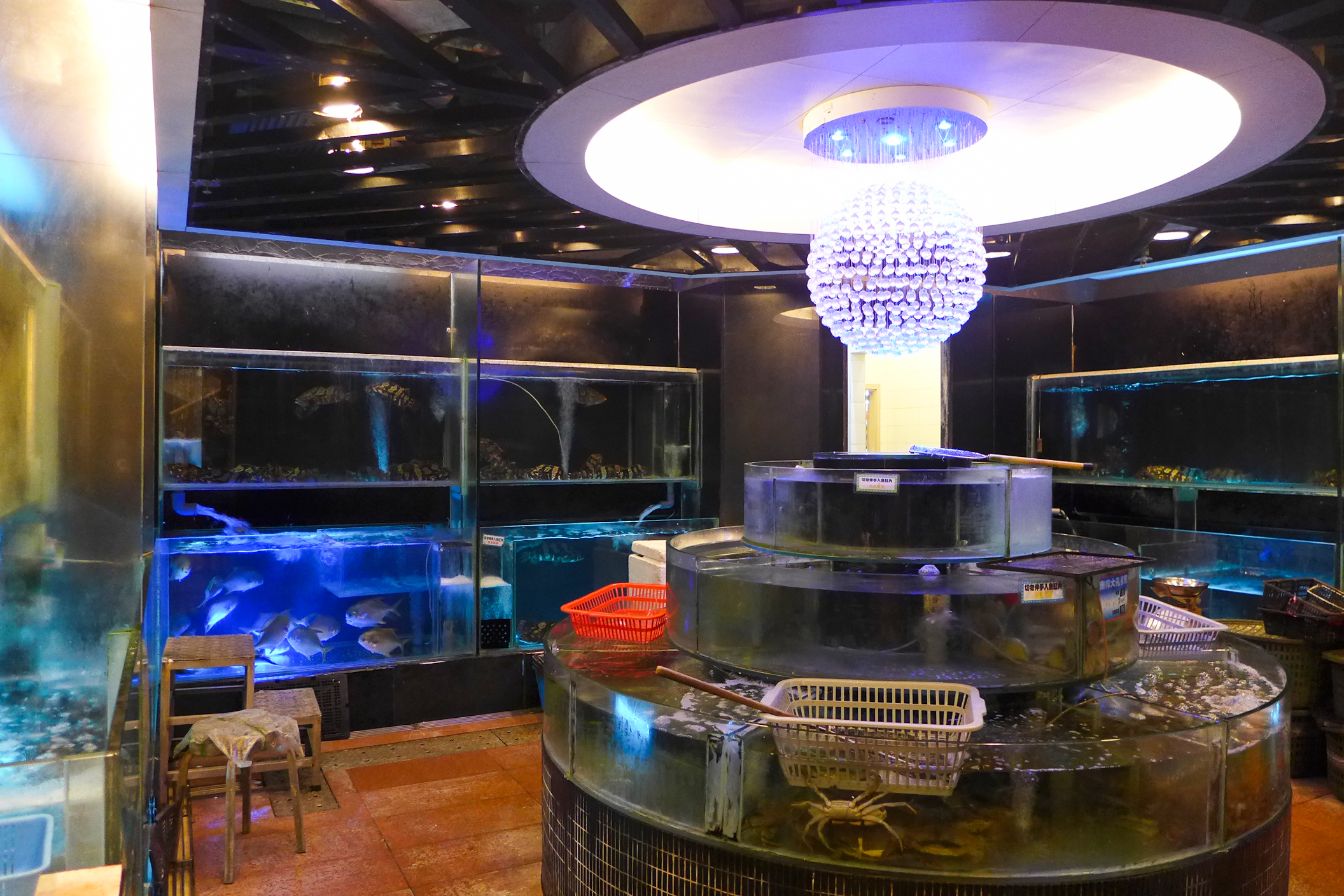
地下海鮮區
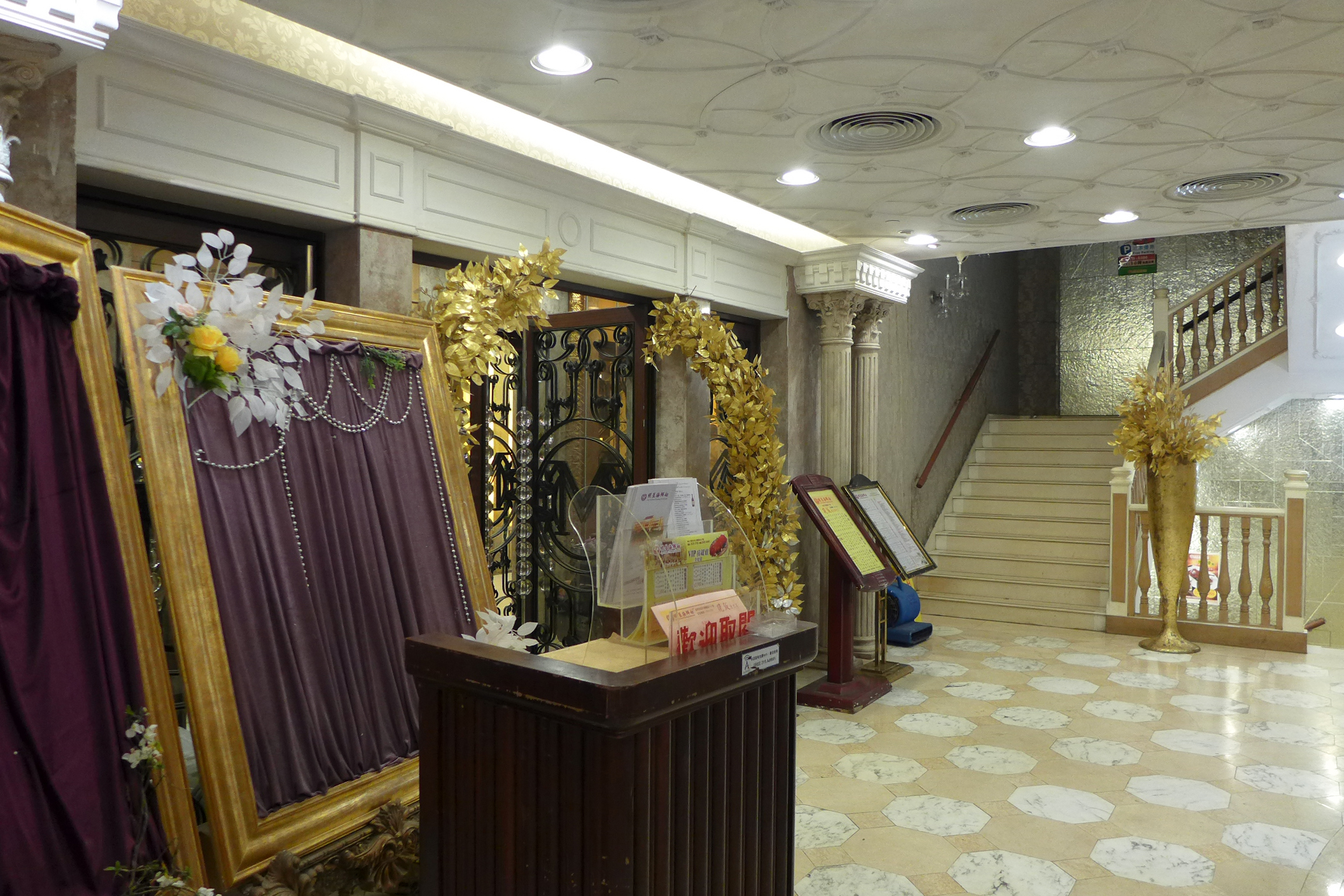
1樓入口大堂
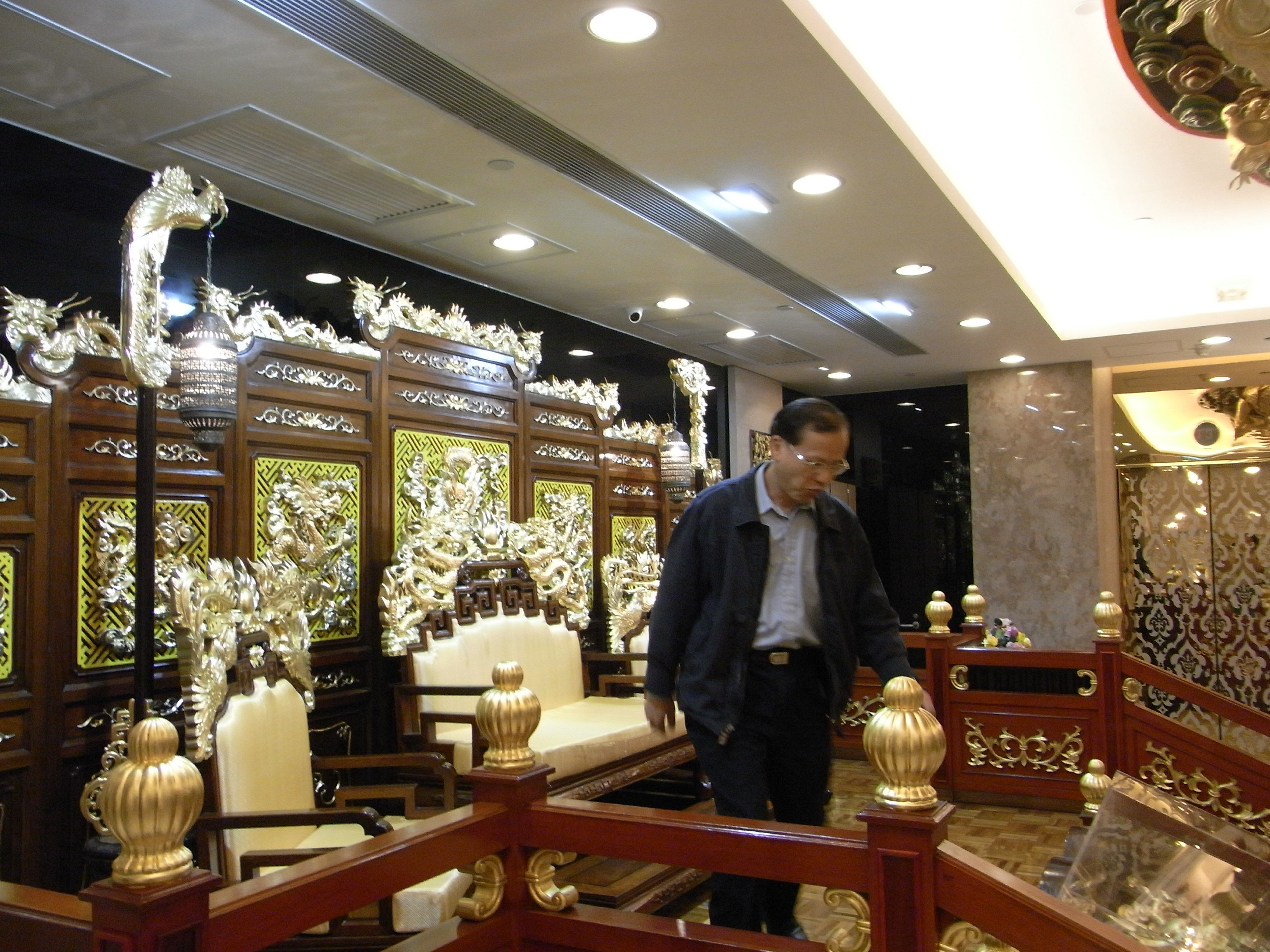
2樓入口大堂前有一套仿製龍紋寶座
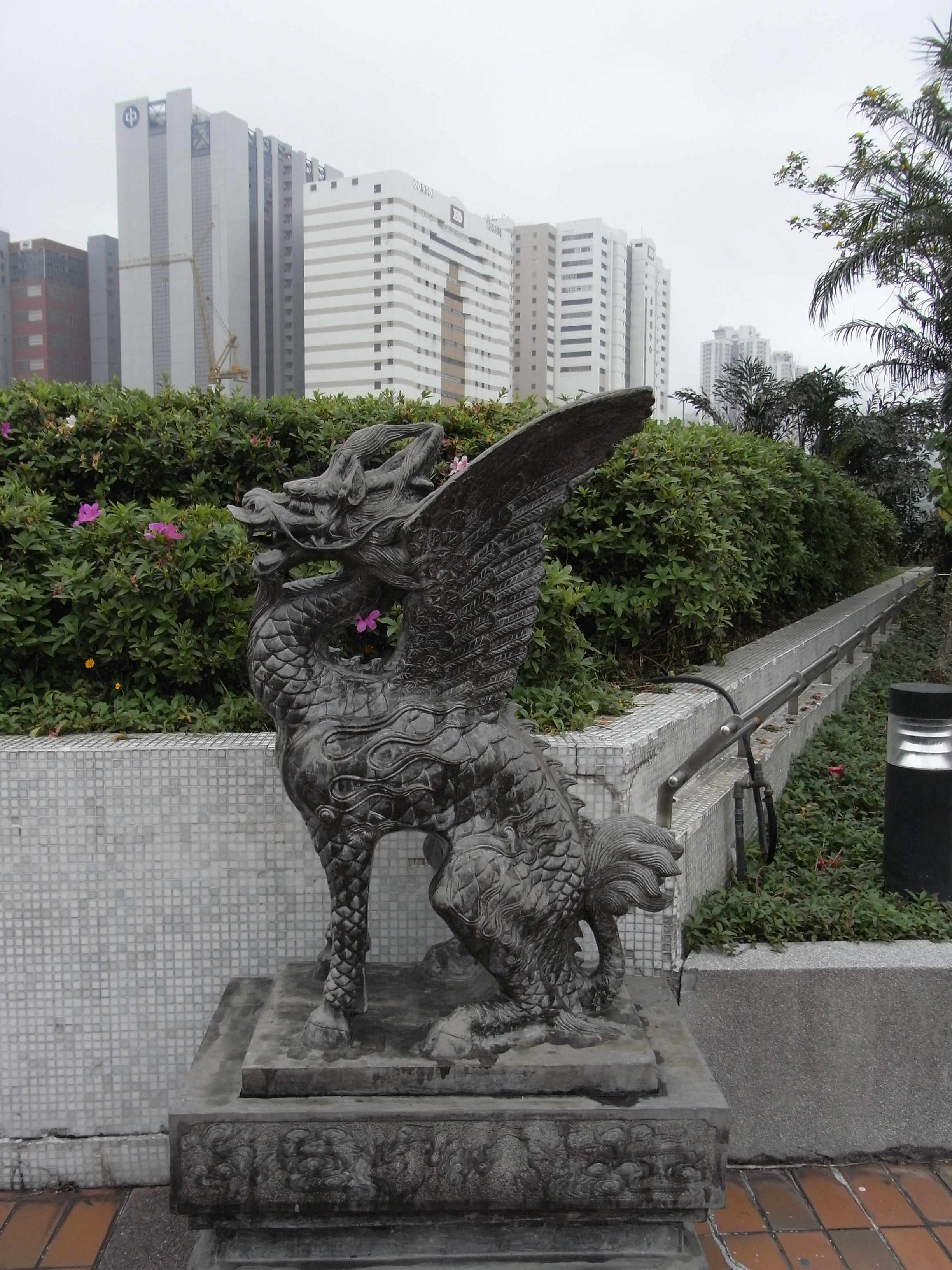
前園天台花園內的麒麟石像
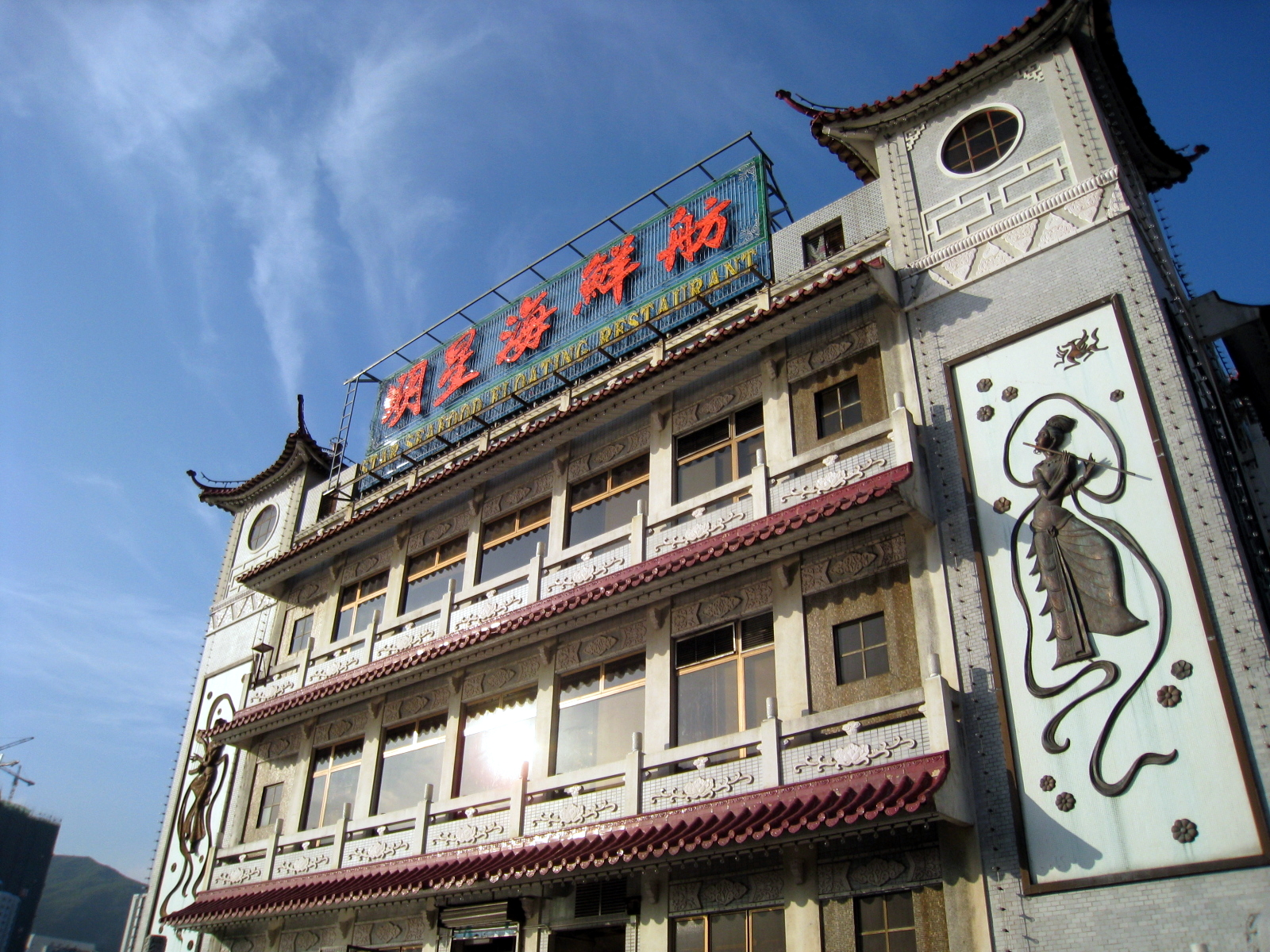
近觀
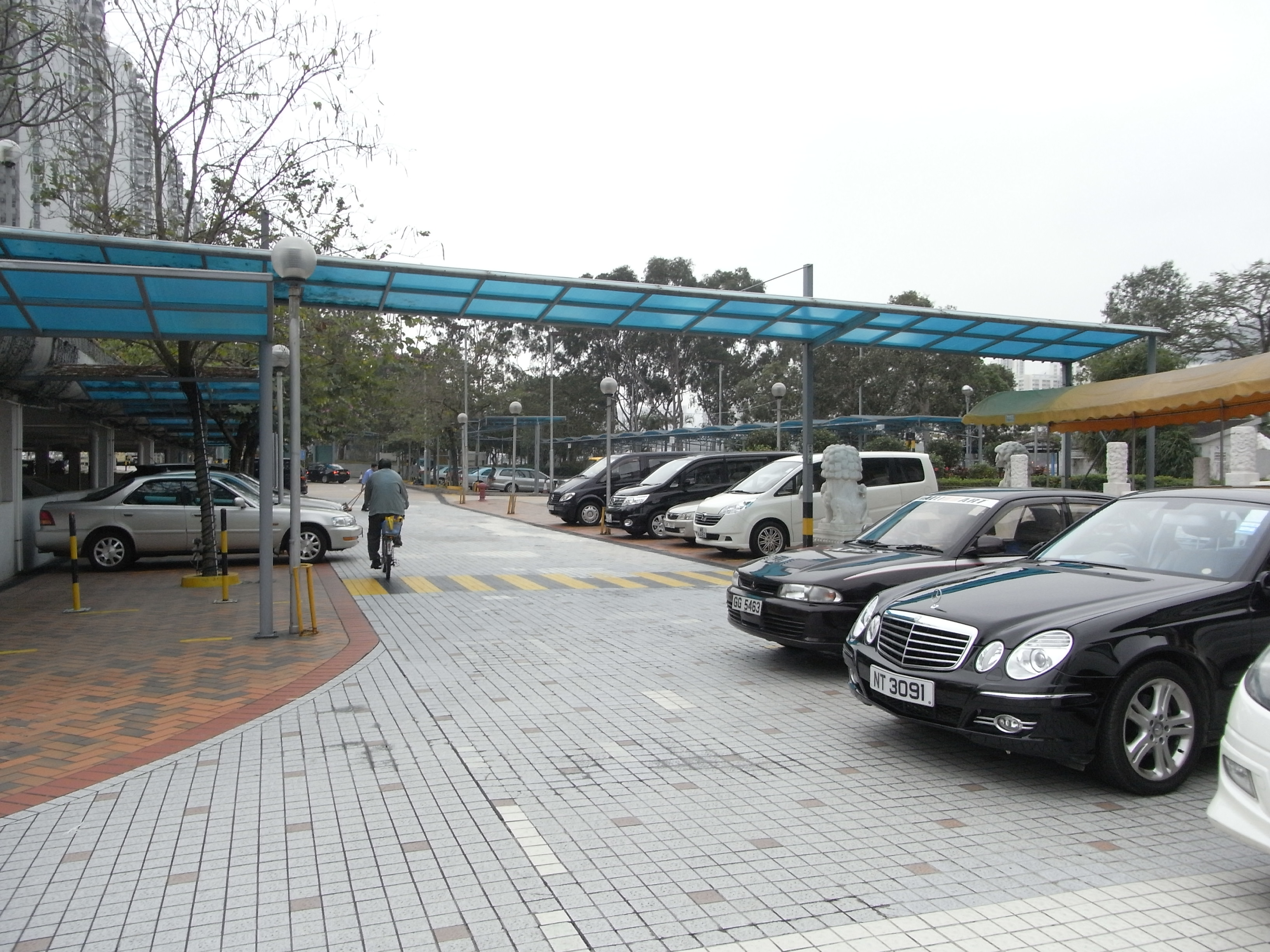
戶外停車場

### 水中天（2018年至今）
水中天在5月1日試業，6月6日正式開幕。樓高三層，有5個特色宴會廳， 2個戶外證婚及酒會區。翻新工程在外觀大致保留原有面貌，包括清洗外牆，重新翻油，原有的敦煌壁畫石浮雕、門口石獅子和龍椅都保留。原先空置的露天平台，變為證婚花園，設有白色涼亭，可舉行證婚。正門入口的石雕改為噴水池。地下有7個小型宴會廳，以「玫瑰」、「琥珀」和「珊瑚」為主題。而1樓和2樓以「銀海」及「星際」取名的宴會廳以航海風格為主，其中2樓裝上圓框船窗模擬新派郵輪和設有32呎長電動舞台。3樓天台改為設有馬賽克玻璃窗的白色小教堂，可作證婚場地。
為配合飲宴需要，翻新工程最大改動是取消點心吧和甜品檔，並重新規劃廚房設計。

## 外部連結
明星海鮮舫
- 明星海鮮酒家（集團） （页面存档备份，存于）
- 香港明星故事傳奇

水中天
- 水中天 - ClubONE （页面存档备份，存于）